# Pau Isern
Pau Isern Maza (Sant Feliu de Llobregat, Barcelona, 13 de noviembre de 2001) es un jugador de baloncesto español. Juega de base y su actual equipo es el Cultural y Deportiva Leonesa de la Liga LEB Plata.

## Carrera deportiva
Pau es un jugador que puede alternar las posiciones de base y escolta formado en el Club Bàsquet L'Hospitalet y en el CB Sanfeiuenc, donde compitió en Campeonatos de España de Clubes y Selecciones Autonómicas. Jugó Copa Cataluña con Basket Almeda.
En la temporada 2021-22, firmó por el Plus Ultra Seguros Roser de la Liga EBA.
En la temporada 2022-23, firma por el Calvo Basket Xiria de la Liga EBA, con el que promedia 19.3 puntos, 8.4 rebotes, 5.1 asistencias, 2.8 recuperaciones y 6.3 faltas recibidas, para un total de 25.2 puntos de valoración. En la misma temporada, logra debutar con el Club Basquet Coruña en Liga LEB Oro , alternando partidos con el equipo de Liga EBA.
El 28 de junio de 2023, firma por el Fibwi Palma de la Liga LEB Plata.
El 2 de septiembre de 2024, firma por el Cultural y Deportiva Leonesa de la Liga LEB Plata.